# Спомен-костурница бранилаца Београда 1914—1918.
Спомен-костурница бранилаца Београда 1914—1918. (позната и као Српска костурница бранилаца Београда) једно је од најзначајнијих спомен-обележја из времена Првог светског рата у Београду. Због свог специфичног положаја на Новом гробљу, често је заборављен и ретко доступан широј јавности.
За време Првог светског рата Београд је био прва бомбардована престоница, највише рушен и брањен град у Европи. У крипти спомен-костурнице почивају кости 3.529 знаних и 1.074 незнана јунака. У њу су пренети посмртни остаци српских војника са војних парцела на Новом гробљу, са гробља на Дунавском кеју и мањих гробаља у околини Београда.
Имена идентификованих била су записана у великој спомен-књизи Националном јеванђељу која је некада стајала на посебном постољу у централном делу „београдског Зејтинлика”.
На простору око спомен костурнице, одмах после ослобођења Београда, октобра 1944. почело је сахрањивање истакнутих учесника Народноослободилачког рата (НОР), као и народних хероја Југославије, након чега је на овом простору формирана Алеја народних хероја.

## Историја
Године 1931, тринаест година након рата, кости страдалих бранилаца су ископане и премештене у спомен-костурницу подигнуту на Новом гробљу. У њу су пренети и посмртни остаци ратника погинулих у време Балканских ратова. Споменик и костурница су изграђени добровољним прилозима преживелих сабораца окупљених у Удружење резервних официра и ратника, најмоћније ветеранско удружење у Краљевини Југославији које је својим бројним активностима радило на очувању сећања на страдале борце, као и побољшању положаја преживелих као и Београдске општине, и то на месту на коме се претходно налазило Српско војничко гробље. На споменику стоји и натпис Браниоцима Београда Удружење резервних официра и ратника 1931.
Споменик и спомен костурница браниоцима Београда 1914—1918. заштићени су у оквиру Новог гробља које је утврђено за споменик културе од великог значаја за Републику Србију (Одлука, Службени гласник СРС бр. 28/83).

## Аутори
Аутор нацрта Споменика и спомен костурнице браниоцима Београда 1914—1918. био је познати архитекта и скулптор, руски емигрант, Роман Верховски, док су аутори скулптура Верховској и вајари Живојин Лукић и Владимир Павловић Загородњук, такође Рус. Роман Верховској је био и сам учесник Првог светског рата, а дошавши у Србију почетком треће деценије 20. века радио је у Управи двора, Министарству грађевина и самостално је пројектовао .

## Изглед споменика
Споменик је смештен изнад крипте, на централном делу гробља, са којом чини комплексну грађевину. Висок је 19,40m, а централни масив је уздигнут на висину од 10 метара. Подигнут је након изградње крипте, у периоду од 1927. до 1931. године, деценију након донете одлуке о њеном подизању.
Монументални споменик до ког се прилази степеништем уздиже се изнад костурнице. На каменом монолитном постаменту, чији је аутор Роман Верховској, истакнуто је старо знамење Краљевине Србије, што је једини такав пример у Београду у међуратном раздобљу . Исклесани српски двоглави орао сведене је форме, без обраде детаља. На споменику доминира фигура српског војника са пушком у руци, спремног да брани своју земљу, коју симболизује застава изникла из стене. Три крста која се јављају на споменику-крст на врху заставе, став војника у облику крста, као и крст на самом споменику универзални су симбол страдања. У подножју споменика је огромна фигура смртно рањеног орла, са уздигнутим канџама и раширеним крилима. Орао персонификује пораженог непријатеља, који лежи на положеним-обореним заставама, такође симболом победе над непријатељем. Покидани ланци представљају ослобођење нашег народа од ропства. Изливен је од црне бронзе као добар контраст орлу изведеном од светлог камена, који је симбол мира, слободе и правде, те заједно представљају победу добра над злом. Још један занимљив додатак споменику је оригинални топ, смештен негде на средини композиције. Ова пракса-постављање правог топа на споменицима меморијалног карактера, била је честа и у Грчкој, Француској и Бугарској у међуратном периоду и на најнепосреднији начин симболизује ратништво. И сам концепт споменика у виду „стене“ или „планине“ био је популаран у иконографији овог времена, те се у том смислу Верховској држао у свему традиционалног концепта меморијалних споменика.
На споменику се налази натпис — 1914—1918 браниоцима Београда удружење резервних официра и ратника 1931.

## Крипта са костима бранилаца
Крипта се састоји од узаних ходника, у којима су постављене металне касете са урнама и које окружују централни простор велике подземне одаје чији се свод ослања на стамене стубове. Са њихових капитела на четири стране подземног света мотре камена лица српских витезова под кацигама. Између њих рељефи мачева овенчаних ловором и белих орлова са српским крстом и оцилима. На стубовима плоче са именима јунака чије су кости пронађене измешане на београдским бојиштима од Аде Циганлије до Дунавског кеја и нису могле да буду смештене у посебне касете и смештени су у засебну крипту у самој костурници.

## Локација
У време подизања Споменика и спомен-костурнице браниоцима Београда 1914—1918. била је покренута полемика у вези са његовом локацијом, те су се и аутор споменика Роман Верховској, као и бројни уметници, међу којима и сликар, ликовни критичар, професор и декан Техничког факултета Универзитета у Београду Бранко Поповић, противили одлуци да се овај споменик подигне на гробљу, уместо да добије своје место на неком од престоничких тргова. Међутим, неслагање јавности са овом одлуком није променило судбину споменика и одређену му локацију. Освећењу Споменика и спомен костурнице браниоцима Београда 1914—1918. на дан Примирја у Првом светском рату 11. новембра 1931. године присуствовале су најзначајније личности државе и друштва краљ Александар Карађорђевић и краљица Марија, чланови Владе, патријарх Варнава, савезничке дипломате, војни представници на челу са генералом Војиславом Томићем командантом Београда, као и организатори помена председник Београдске општине Милан Нешић, потпредседник и одборници, те председник Удружења резервних официра и ратника Милан Ђ. Радосављевић који је споменик предао на чување Општини београдској .

## Галерија
- Крипта спомен-костурнице